# Ornitorinc
Ornitorincul este un mamifer arhaic, reprezentant al familiei Ornithorhynchidae a ordinului Monotremata, cu o alcătuire anatomică prezentând o neobișnuită îmbinare de caractere, unele moștenite de la strămoșii reptilieni, altele amintind de păsări. Pot trăi 15-20 ani.

## Monotremele sunt mamifere arhaice
Clasa Mamiferelor, cunoscută ca fiind grupa ai cărei reprezentanți sunt cei mai evoluați, are două caractere esențiale: prezența glandelor mamare (ce secretă lapte) și acoperirea corpului cu păr. Originea acestora este încă obscură, fosilele semnificative lipsind sau fiind foarte rare. Ceea ce se cunoaște cu siguranță este evoluarea lor dintr-un grup de reptile. Acum 200 de milioane de ani, în perioada Triasică a Mezozoicului au apărut aceste ființe evoluate. Dimensiunile lor erau reduse (unele de câțiva cm), erbivore sau frugivore, fapt relevat din studiul molarilor fosili prevăzuți cu tubercule. Astfel, grupul primește numele de Multituberculata. Aceste prime mamifere păstrau numeroase caractere reptiliene, care au dispărut treptat. Multituberculatele se aseamănă cu monotremele.
Monotremele  sunt cele mai vechi și mai primitive mamifere actuale.

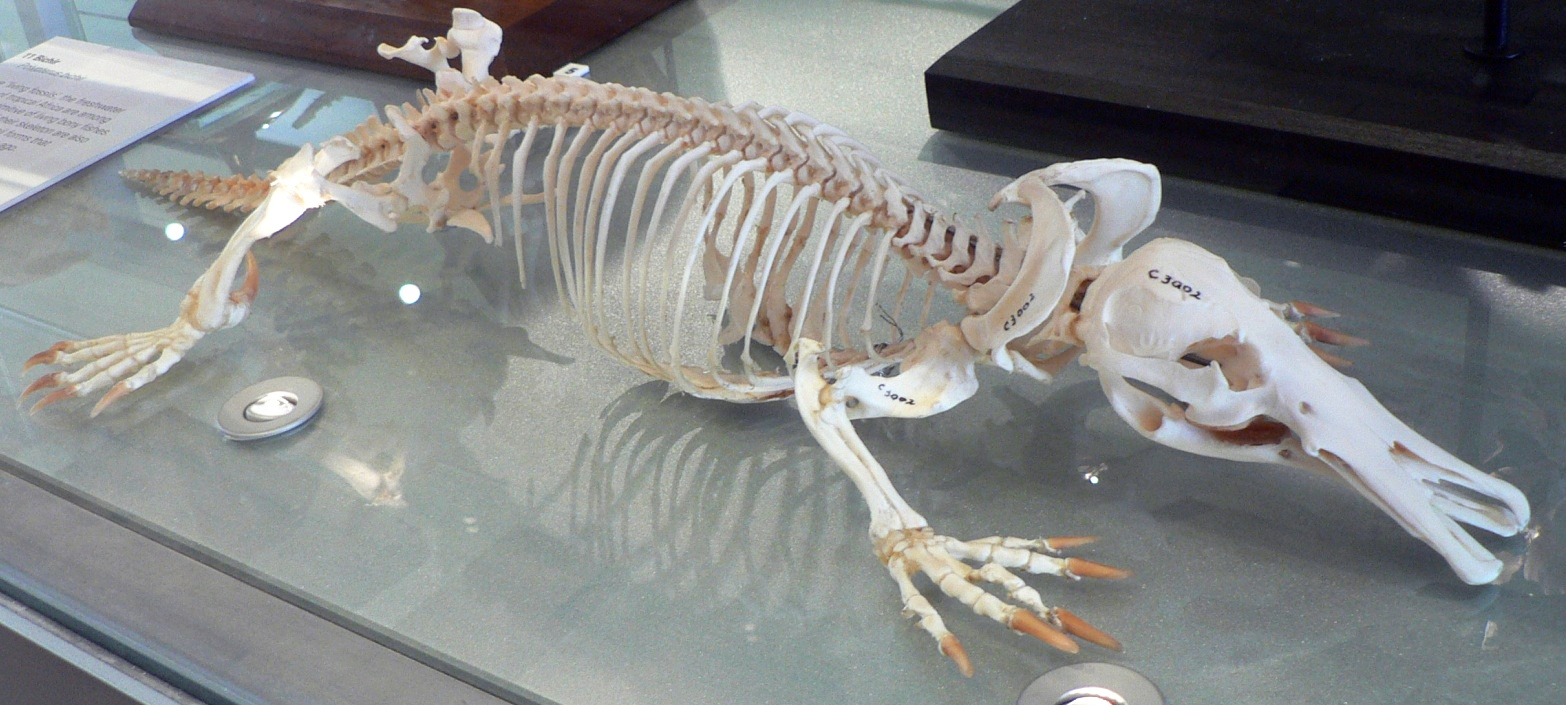
Scheletul unui ornitorinc

### Caracteristicile monotremelor
Monotremele fac legătura, din punct de vedere evolutiv, între reptile, păsări, și alte mamifere. Acest lucru e dovedit de următoarele caracteristici:
- nu nasc pui vii, ci depun ouă, dar puii ieșiți din ouă sunt hrăniți cu laptele produs de glande mamare individuale ce se deschid separat pe o anumită parte a abdomenului. Astfel, ele se reproduc la fel ca reptilele, dar își hrănesc puii cu lapte, la fel ca mamiferele.
- centura scapulară amintește de cea a reptilelor (osul coracoid este independent), iar cea pelviană, care leagă membrele posterioare de corp are, pe lângă cele trei oase obișnuite, și două oase marsupiale, articulate pe pubis.
- deși sunt animale cu sânge cald, temperatura corpului lor variază în funcție de cea a mediului extern.
- creierul lor diferă mult de cel reptilian, însă e mai primitiv ca al Placentarelor, lipsind legăturile nervoase dintre cele două emisfere cerebrale.

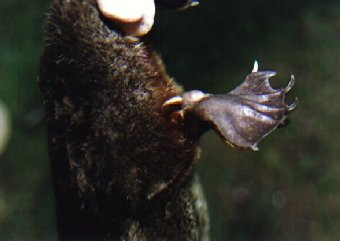
Pintenul de pe membrul posterior al masculului are rolul de a elibera venin

În anul 1642, navigatorul olandez Abel Tasman a întreprins câteva călatorii pe coasta sudică a Tasmaniei. El nu a făcut observații consistente asupra faunei, semnalând doar urmele unui animal ce se asemăna cu tigrul, fiind poate semnele lupului tasmanian. Adevărata cunoaștere a faunei australiene a debutat la sfârșitul secolului al XVIII-lea și începutul secolului al XIX-lea. Coloniștii europeni denumesc exemplare aduse din Australia „cârtiță-rață”, „cioc de rață”.
Disecarea lor îi surprinde pe savanți; englezul Everard Home descoperă că organele reproducătoare ale femelelor diferă de cele ale mamiferelor, motiv pentru care a creat o clasă aparte care era intermediară între mamifere, păsări și amfibieni. Tot în urma unei disecții, francezul Geoffroy Saint-Hilaire descoperă că animalul depune ouă.

## Descrierea speciei

### Ornitorincul, animal amfibiu
Ornitorincul are o lungime de 65 cm și o masă de aproximativ 2–3 kg, în funcție de sex. Are o blană cafenie (deasă și moale, însă perii sunt mai lânoși pe abdomen și mai duri pe spate), formată din două straturi, care îl ajută să mențină o temperatură constantă a corpului. Coada este turtită dorso-ventral, iar capul prezintă prelungirea cunoscută sub numele de „cioc de rață”. Ciocul ornitorincului este flexibil, lat de aproximativ 10–15 cm. Acesta are peste 700 000 de receptori tactili și electrici, care îl ajută la orientare în apă în timpul scufundărilor. Ornitorincul nu are ureche externă, însă are un auz foarte fin. Prezintă niște pliuri tegumentare care îi protejează ochii și urechile în apă. Detectează prada cu botul lui sensibil. De asemenea are o acuitate vizuală foarte ridicată. Masculii se apără cu spinii otrăvitori de pe picioarele posterioare. Modul său de nutriție este omnivor, scormonind mâlul sau nisipul de pe fundul apei cu „ciocul” în căutarea crustaceelor, viermilor, a insectelor și plantelor acvatice. Se deplasează cu ușurință în apă, folosind membrele anterioare pentru înaintare, cele posterioare pentru echilibrare, iar coada drept cârmă. Înoată la suprafață, stând pe jumătate scufundat sau plonjând spre fund în căutarea hranei, în acest ultim caz ochii și urechile se închid, folosind pentru orientare doar „ciocul”.

### Modul unic de reproducere
Reproducerea are loc după o scurtă perioadă de hibernare, în lunile septembrie-noiembrie. După împerechere, partenerii se mai joacă un timp împreună, apoi se despart, masculul revenind la viața solitară din vizuină.
Când ouăle trebuie depuse, femela sapă o groapă de 60–90 cm adâncime. Se începe cu o galerie în pantă, cu o lungime între 6 și 12 m. Materialele necesare construirii cuibului sunt transportate de femelă pe burtă cu ajutorul cozii. Ea blochează calea de acces cu unul sau mai multe „dopuri” de pământ, groase de 15–20 cm, pe care le bătătorește cu coada. În această izolare are loc depunerea a 2-3 ouă, cu diametrul de 1,5 cm. Incubația durează 7-10 zile, femela păstrând ouăle lângă abdomenul ei. Ieșirea puilor din ouă este asigurată de un „dinte” aflat la vârful botului, care apoi dispare. Prezența acestui „dinte” este tot un caracter arhaic, nefiind prezent la nici un alt mamifer. La eclozare puii nu măsoară mai mult de 13 mm lungime, sunt orbi timp de 11 săptămâni și se hrănesc prin lingerea laptelui de pe abdomenul mamei.

### Răspândire
Nu este întâlnit pe tot cuprinsul Australiei, ci numai în Queensland, New South Wales, Victoria și în câteva zone din sudului continentului. Este prezent și în Tasmania în număr destul de mare. Astăzi este cunoscută o singură specie de ornitorinc, cea descrisă de către zoologii englezi Shaw și Nodder, Ornithorhynchus anatinus. S-a constatat, în timp, existența a patru subspecii care se deosebeau de specia tip (Ornithorhynchus anatinus anatinus) din Noua Galie de Sud și Victoria prin dimensiuni și locul unde trăiesc, dintre care:
- Ornithorhynchus anatinus triton în bazinele fluviilor Darling și Murray;
- Ornithorynchus anatinus phoxinus la altitudini mai ridicate.

## Ornitorincul în prezent
Înainte de sosirea coloniștilor europeni, acesta nu avea decât puțini dușmani naturali, iar supraviețuirea sa nu era în pericol. Însă acest lucru s-a schimbat după 1788 și 1851, când descoperirea aurului a sporit considerabil imigrația. Vânat intens pentru blana sa, ornitorincul a avut de suferit și datorită înmulțirii necontrolate a iepurilor, care le distrugeau cuiburile prin săparea galeriilor proprii. Abia după cel de-al doilea război mondial zoologii australieni au sesizat interesul imens pe care-l prezintă fauna lor. Astăzi, prinderea și exportul unui ornitorinc sunt interzise.
În România, la Muzeul Național de Istorie Naturală „Grigore Antipa” din București, a doua sală a mamiferelor, de la parter, poate fi admirat un exemplar de ornitorinc, obținut cu mulți ani în urmă de către directorul eponim al instituției.